# Laekannu
Koordinaten: 58° 57′ N, 26° 46′ O
Laekannu ist ein Dorf (estnisch küla) in der Landgemeinde Avinurme (Avinurme vald). Es liegt im Kreis Ida-Viru (Ost-Wierland).
Das Dorf hat 58 Einwohner (Stand 2010).